# الجريمة النائمة
الجريمة النائمة: قضية الآنسة ماربل الأخيرة (بالإنجليزية: Sleeping Murder) هي رواية من تأليف أجاثا كريستي ونُشرِت لأول مرة في المملكة المتحدة في أكتوبر 1976.

## ملخص الحبكة
تسافر غويندا ريد المتزوجة حديثًا مع زوجها لإيجاد منزل لهما على الساحل الجنوبي لإنجلترا. تجد غويندا منزل هيلسايد وتشتريه، وهو منزل كبير يُشبه منزلها في الوطن. تشرف غويندا على العمال الذين يعملون على تجديد المنزل أثناء بقائها في الغرفة التي بدأت ترسم في مخيلتها أنها ستكون غرفة طفلها المستقبلية. طلبت غويندا تغيير ورق الجدران ذو اللون الكئيب المستخدم في المنزل ووضع ورق جدران ذو لون زاهٍ، وطلبت من العمال أن يفتحوا لها بابًا بين الصالة والمطبخ. تبين لها أن ورق الجدران المُستخدم يخفي وراءه نفس الخلفية التي كانت تتخيلها طوال الوقت. تذهب إلى لندن في زيارة مع أقاربها والمؤلف ريموند ويست وزوجته وعمته الآنسة جين ماربل، وتذهب لحضور مسرحية «دوقة مالفي». تصرخ غويندا بعد سماعها لجملة «غطِّ وجهها فقد تشوش نظري، ماتت صغيرة»، فعصفت في مخيلتها صورة رجل يقول هذه الكلمات وهو يخنق امرأة شقراء تُدعى هيلين.  
وُلدت غويندا في الهند حيث تمركز والدها وترعرعت منذ سن صغيرة في نيوزيلندا في منزل خالتها بعد وفاة والدتها. توفي والدها بعد سنوات قليلة من وفاة والدتها. تراود غويندا ذكريات بأنها كانت على متن سفينة وتوضح لاحقًا أنهما سفينتان. تقول الآنسة ماربل أن غويندا عاشت في إنجلترا مع والدها وزوجته الثانية مما يفسر ذكريات غويندا. قابلت هيلين كينيدي هاليداي، زوجة والدها الثانية، والدها على متن سفينة تتجه إلى إنجلترا من الهند. وقع الاثنان في حب بعضهما وتزوجا فور وصولهما إلى إنجلترا. استأجر الزوجان منزلًا في ديلماوث حيث نشأت هيلين. أثبتت الصُدف أنها ذكريات قديمة من إقامة غويندا في ذلك المنزل منذ 18 عامًا كطفلة صغيرة جدًا. تتأمل غويندا الآن الصورة المخيفة التي راودتها والكلمات الختامية من المسرحية: هل هي ذكريات حقيقية أيضًا؟ يصل زوجها غيلز من نيوزيلندا ويقرران ملاحقة هذا اللغز ونشر إعلانًا يبحث به عن المدعوة هيلين. يردّ الدكتور كينيدي، أخ هيلين غير الشقيق التي ترعرعت على يده والذي تقاعد من عمله وانتقل إلى قرية أخرى.
ترتب الآنسة ماربل موعدًا لزيارة بعض الأصدقاء في ديلماوث. غالبًا ما تكون الآنسة ماربل في المنزل تقتلع أعشاب اللبلاب من حديقتها. تجد الآنسة ماربل البستاني الذي عمل مرة في حديقة عائلة كينيدي التي تتضمن شقيقها وأختها والذي يصف لاحقًا الكثير من الأحداث التي حدثت هناك. تجد الآنسة ماربل الطاهية من عائلة هاليداي، والتي تُدعى إديث، والتي تتذكر ذلك الوقت بشكل جيد. سرعان ما انتقلت عائلة هاليداي إلى منزل في نورفولك قبل اختفاء هيلين. أرادت هيلين الهروب من عائلتها، وافترض الخدم رغبتها بذلك بسبب زوجها ولكن لم يكن الأمر كذلك. كان هدفها الأساسي هو الهروب من شقيقها. وقعت في حب هاليداي وأحبت ابنته.
وصل إعلان عائلة ريد إلى خادمة عائلة هاليداي السابقة التي تُدعى ليلي. أرسلت أولًا رسالة للدكتور كينيدي ظنًا منها بأنه صديق. قالت إنها لا تعتقد أن هيلين هربت لأن الملابس التي وُجدت في حقيبتها لا تدل على ذلك (كان معها فستان مسائي من دون حذاء أو الحزام الذي يُلبس معه). يوافق كل من الدكتور كينيدي وعائلة ريد على أنه يجب أن يرد عليها لترتيب لقاء في منزله الحالي، ولكن ليلي لم تذهب للموعد قط.
عثرت الشرطة على ليلي مقتولة خنقًا بالقرب من محطة القطار بعد وصولها على متن قطار مبكر ومعها رسالة الدكتور كينيدي. نصحت الآنسة ماربل غويندا بإخبار كل شيء للشرطة التي اكتشفت جثة هيلين مدفونة في الحديقة في نهاية الشرفة. كانت غويندا في المنزل بمفردها عندما تقرّب منها الدكتور كينيدي لقتلها خنقًا بعد أن فشل في محاولة سابقة لتسميمها. تصل الآنسة ماربل حينها ومعها علبة محلول صابوني ورشّت في عينيه في محاولة لإيقافه.
خنق الدكتور كينيدي أخته، وقال الكلمات الختامية من تلك المسرحية غير مدرك لوجود غويندا الصغيرة في أعلى الدرج. دفن هيلين في الحديقة ووضع فخًا لزوجها لتوجيه أصابع الاتهام إليه. لم يكن هنالك جثة، فاعتُبر مجنونًا وأُخذ للموت في دار رعاية. أظهرت مذكراته منذ ذلك الوقت أنه كان سليم العقل، ولكنه لم يستطع شرح رؤية زوجته المقتولة خنقًا بجانبه. أعطى كينيدي المخدرات لهاليداي لجعله مصابًا بالجنون ثم وضع له المخدر في شرابه حتى يتمكن من وضعه بجانب هيلين المخنوقة. نقل كينيدي جثتها مرة أخرى، ولم تكن الرسالة التي عثر عليها مع ليلي هي التي تلقتها من كينيدي الذي كان قد بدلها بعد أن قتلها. علم كينيدي أن الشرطة ستحلل ملابسات الجريمة كما خطط لها. بعث المربية ليوني إلى المنزل مع الأدوية التي قتلتها. تشرح الآنسة ماربل كل هذا لعائلة ريد وتنقل لهم اعتراف كينيدي الكامل وكيف كان ينبغي لهم رؤيته منذ البداية من تلك الجملة التي ذُكرت في المسرحية.

## نبذة قصيرة
- أمور غريبة بدأت تحدث مع غويندا بعد انتقالها إلى بيتها الجديد بأمد يسير.
- قلق غويندا بدأ يتنامى حين رأت نفسها تعود إلى الماضي مرة بعد أخرى، وزاد من قلقها ذلك الرعب الغامض الذي كانت تحس به كلما همّت بنزول الدرَج إلى الطابق الأرضي.
- غويندا تضع مخاوفها بين أيدي الآنسة ماربل، وعلى رأس هذه المخاوف لغز غريب: ذكريات باهتة عن جريمة قتل ارتُكِبت في الماضي البعيد.

## الترجمات العربية
- الجَريمَة النّائِمَة - دار الأجيال للنشر.[5]
- الجريمة النائمة - مكتبة جرير.[6]
- قام الاديب الراحل عمر عبد العزيز أمين بترجمة الرواية تحت عنوان «الحب والجريمة» ونشرت من دار ميوزيك للطبع والنشر. وتحمل الرواية الرقم (13) ضمن السلسلة.[7]
- ترجمة الرواية بواسطة محمد عبد المنعم جلال ونشرت بعنوان «اللغز المثير» المركز العربي للنشر والتوزيع.[8]